# ندیک
ندیک یک روستا در ایران است که در بخش مرکزی شهرستان شهربابک واقع شده‌است. ندیک ۳۳۳ نفر جمعیت دارد.